# اوا ژنتک
اوا ژنتک (لهستانی: Ewa Ziętek؛ ‏ [ˈʑɛntɛk]؛ زادهٔ ۸ مارس ۱۹۵۳) بازیگر اهل لهستان است.
از فیلم‌ها یا برنامه‌های تلویزیونی که وی در آن نقش داشته‌است، می‌توان به شش نفر، بچه‌ها و ماهی، آبروی فرزند، عروس جنگ، ما همه مسیح هستیم، یانوشیک، تنها عشق، ورای تخت جراحی، وقتی منو بگیری باهام چکار می‌کنی؟، لالایی، خیابان فرعی ۴، هتل ۵۲، عروسی و مارپیچ اشاره کرد.